# Cocai
Cocai é grupo de rock progressivo italiano formado em 1977.

## História
O grupo, originário do Vêneto, exatamente de Veneza, permaneceu ativo por um breve tempo, publicando um único álbum em 1977. Os componentes mantiveram suas identidades celadas em nomes de fantasia.

## Formação
- Theo Byty - guitarra, voz, moog;
- Gigi Pandi - guitarra, voz, flauta;
- Stheny - teclado;
- Paul Blaise - baixo, percussão, voz;
- Tury - bateria;

## Discografia

### LP
- 1977: Piccolo grande vecchio fiume (Style, CT 7165);

### CD
- 1994: Piccolo grande vecchio fiume (Mellow Record, MMP 186);